# Rada wojenna w Filiach w 1812 roku

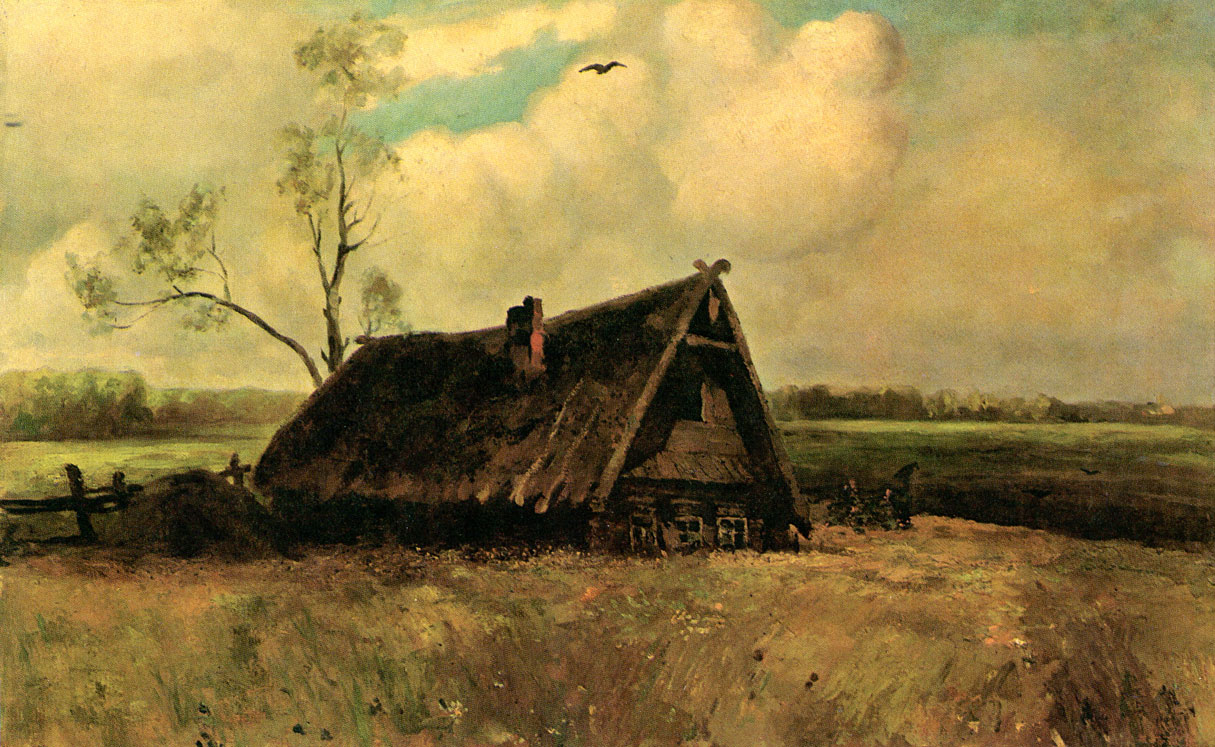
Chata, w której odbyła się rada wojenna na obrazie Aleksieja Sawrasowa (1884)

Rada wojenna w Filiach w 1812 roku (ros. Военный совет в Филях в 1812 году) – obraz olejny namalowany przez rosyjskiego malarza Aleksieja Kiwszenkę w 1882 roku, znajdujący się w zbiorach Galerii Tretiakowskiej w Moskwie.

## Tło historyczne
Rosyjska rada wojenna została zwołana przez generała-feldmarszałka Michaiła Kutuzowa we wsi Fili pod Moskwą 1 września?/13 września 1812 roku, w chacie chłopa Michaiła Frołowa. Celem rady było rozstrzygnięcie kwestii losów Moskwy w czasie francuskiej inwazji na Rosję, rozpoczętej w czerwcu bieżącego roku. Rada odbyła się w tajemnicy, bez protokołu, więc dokładna liczba uczestników nie jest znana. Generał Michaił Barclay de Tolly wzywał do opuszczenia Moskwy, przy jednoczesnym zachowaniu sił i zdolności Cesarskiej Armii Rosyjskiej. Jego głównym przeciwnikiem był generał Levin August von Bennigsen, który nalegał na stoczenie bitwy z cesarzem Napoleonem i obronę Moskwy. Kutuzow biorąc pod uwagę ciężkie straty w trzydniowej bitwie pod Borodino, poparł propozycję Barclaya de Tolly i słusznie przewidywał, że dzięki obranej przez siebie strategii francuską Wielką Armię spotka nieunikniona klęska.

## Historia obrazu
Pierwsza wersja obrazu Aleksieja Kiwszenki została namalowana w 1880 roku, w celu uzyskania prawa do wyjazdu emerytalnego z Cesarskiej Akademii Sztuk Pięknych w Petersburgu. Nie chcąc malować obrazu o tematyce biblijnej, artysta uzyskał zgodę Rady Cesarskiej Akademii na wykonanie obrazu opartego na fabule z historii Rosji. Radę wojenną w Filiach w 1812 roku można potraktować jako ilustrację do opisu słynnego wydarzenia z powieści historycznej Wojna i pokój, autorstwa rosyjskiego pisarza Lwa Tołstoja. Kiwszenkę, tak jak Tołstoja, interesowała nie tyle historyczna dokładność szczegółów, ile wyrazisty portret psychologiczny członków rady.

## Analiza
Tołstoj opisał przebieg rady wojennej oczami fikcyjnej postaci – sześcioletniej córki chłopa Frołowa Małaszy, przedstawionej w lewym górnym rogu obrazu. Kutuzow siedzi na krześle przy piecu w rozpiętym mundurze i z uniesioną lewą ręką, w otoczeniu dziesięciu oficerów. Za nim, z notatnikiem w rękach, stoi pułkownik Paisij Kajsarow,  który w tym czasie służył jako adiutant Kutuzowa. Na drewnianej ławie przy częściowo zasłoniętym oknie, bliżej Kutuzowa, siedzi generał Piotr Konownicyn, a obok niego generałowie Nikołaj Rajewski i Aleksander Ostermann-Tołstoj. W narożniku pod ikoną, zgodnie z tekstem Tołstoja, artysta umieścił generała Barclaya de Tolly. Zarówno pisarz, jak i twórca obrazu starali się podkreślić jego blady, chorowity wygląd, spowodowany gorączką. Opierając ręce na stole, oburzony generał Aleksiej Jermołow wstał z siedzenia, nie mogąc się pogodzić z decyzją Kutuzowa o oddaniu Moskwy Francuzom bez walki. Pułkownik Karl Wilhelm von Toll i generał Bennigsen są pokazani z profilu. Jedyną postacią, która spogląda w kierunku widza, jest kot siedzący pod ławą.